# Гімн Королівства Італія
«Marcia Reale d'Ordinanza» (італійська вимова: [ˈmartʃa reˈaːle dordiˈnantsa] також «Fanfara Reale» (італійською: [faɱˈfaːra reˈaːle]) та «Marcia Reale») — державний гімн Королівства Італія у 1861—1946 роках.

## Історія
Музика до гімну була написана італійським композитором Джузеппе Габетті у 1831—1834 роках. Поштовх до створення пісні — тодішня активна боротьба італійців за об'єднання всієї Італії під владою однієї держави на чолі із Савойською династією. Мелодія на офіційному рівні затверджена циркуляром короля Карла Альберта від 2 серпня 1834 року як офіційний марш королівських армійських бригад. Статус державного гімну ця мелодія отримала у 1861 році циркуляром короля Віктора Еммануїла II, коли було проголошено Королівство Італія. До цього офіційним гімном Сардинського королівства була композиція «S'hymnu sardu nationale», хоча «Marcia Reale d'Ordinanza» виконувалася частіше та набула більшої популярности серед народу. Перше публічне виконання майбутнього гімну Королівства Італія відбулося в серпні 1834 року в Сан-Мауриціо-Канавезе, коли король Карл Альберт зібрав у освітньому таборі деякі підрозділи війська.
За панування в Італії Національної фашистської партії Беніто Муссоліні на офіційних церемоніях поряд з королівським маршем виконували гімн італійських фашистів «Giovinezza». Після повалення фашистського режиму єдиним гімном, що виконували на церемоніях, став королівський марш.
Після скасування в Італії монархії внаслідок референдуму в 1946 році країна стала республікою, і королівський марш перестав виконувати функцію державного гімну.
Мелодія гімну складається з 30-секундного вступу фанфари та власне королівського маршу.

## Текст
Гімн Королівської Італії був виключно інструментальною композицією. Проте існували деякі офіційно незатверджені тексти гімну.
| Королівська фанфара |
| --- |
| Evviva il Re ! Evviva il Re ! Chinate o Reggimenti le Bandiere al nostro Re: La gloria e la fortuna dell'Italia con Lui è Bei Fanti di Savoia gridate evviva il Re ! Chinate o Reggimenti le Bandiere al nostro Re ! |
| Королівський марш |
| Viva il Re ! Viva il Re ! Le trombe liete squillano Viva il Re ! Viva il Re ! Con esso i canti echeggiano Rullano i tamburi le trombe squillano squillano Cantici di gloria eleviamo con fervor Viva l'Italia, l'Italia evviva ! Evviva il Re ! Viva L'Italia, evviva il Re ! Evviva il Re !!! Viva l'Italia ! Viva il Re ! Tutta l'Italia spera in Te, crede in Te, gloria di nostra stirpe, segnal di libertà, di libertà, di libertà, di libertà. Quando i nemici agognino i nostri campi floridi dove gli eroi pugnarono nelle trascorse età, finché duri l'amor di patria fervido, finché regni la nostra civiltà. L'Alpe d'Italia libera, dal bel parlare angelico, piede d'odiato barbaro giammai calpesterà finché duri l'amor di patria fervido, finche regni la nostra civiltà. Come falange unanime i figli della Patria si copriran di gloria gridando libertà. |